# Trawna
Trawna (do 1945 r. niem. Klee Bach) – strumień w północno-zachodniej Polsce, prawy dopływ Niedźwiedzianki. Płynie przez środkową część Puszczy Bukowej w województwie zachodniopomorskim. 
Źródło Trawny znajduje się na północnym stoku Lisicy, skąd płynie ona na północ malowniczą doliną wciśniętą między grzbiet, którym przebiega Królewski Bruk od zachodu i Odyniec od wschodu, przepływa przez Koński Targ i Trawno, a następnie zwraca się na wschód i przyjąwszy z prawego brzegu Lisi Potok, opływa Jasną Polanę, by w Szczecinie-Kijewie ujść do Niedźwiedzianki z jej prawego brzegu, przyjąwszy tuż przed tym prawy dopływ Leszczyniec.